# Třída H (1913)
Třída H byla třída ponorek námořnictva Spojených států amerických. Celkem bylo postaveno devět jednotek této třídy. Ve službě byly od roku 1913. Zatímco první tři byly objednány pro americké námořnictvo, dalších šest ponorek původně objednalo Ruské Impérium v rámci třídy AG. Dodány těchto ponorek bylo pozastaveno po vypuknutí ruské revoluci a nakonec byly zařazeny do amerického námořnictva. Ve službě jedna ponorka ztroskotala a ostatní byly roku 1922 převedeny do rezervy. Nakonec byly sešrotovány.

## Stavba
První tři ponorky této třídy představovaly prototypy ponorek Typu Holland 602 americké společnosti Electric Boat Company. Na vodu byly spuštěny roku 1913 v loděnicích Union Iron Works v San Franciscu a The Moran Company v Seattlu. Jejich původní jména Seawolf, Nautilus a Garfish, byla 17. listopadu 1911 změněna na H-1 až H-3.
V době první světové války se společnosti Electric Boat Company pro tento typ podařilo získat řadu zahraničních zákazníků. Mezi nimi bylo Ruské Impérium, které objednalo ponorky třídy AG (Amerikanskij Golland). Dodávka šesti Ruskem objednaných ponorek (AG-17 až AG-20, AG-27 a AG-28) byla po ruské revoluci v roce 1917 pozastavena. Roku 1918 je získalo americké námořnictvo, které je do služby přijalo roku 1918 jako ponorky H-4 až H-9. Tuto druhou skupinu třídy H zkompletovala americká loděnice Puget Sound Navy Yard v Bremertonu z dílů vyrobených společností British Pacific Construction and Engineering Company ve Vancouveru. Díky tomu bylo jejich sestavení záležitostí několika měsíců.
Jednotky třídy H:
| Jméno                        | Loděnice              | Založení kýlu   | Spuštěna           | Vstup do služby    | Osud                                                                                                 |
| ---------------------------- | --------------------- | --------------- | ------------------ | ------------------ | --- |
| USS H-1 (SS-28, ex Seawolf)  | Union Iron Works      | 22. března 1911 | 6. května 1913     | 1. prosince 1913   | Dne 12. března 1920 ztroskotala u ostrova Santa Margarita u pobřeží mexického státu Baja California. |
| USS H-2 (SS-29, ex Nautilus) | Union Iron Works      | 23. března 1911 | 4. června 1913     | 1. prosince 1913   | Vyřazena 23. října 1922. Převedena do rezervy. Prodána do šrotu 1931.                                |
| USS H-3 (SS-30, ex Garfish)  | The Moran Company     | 3. dubna 1911   | 3. července 1913   | 16. ledna 1914     | Vyřazena 23. října 1922. Převedena do rezervy. Prodána do šrotu 1931.                                |
| USS H-4 (SS-147)             | Puget Sound Navy Yard | 12. května 1918 | 9. října 1918      | 24. října 1918     | Vyřazena 25. října 1922. Převedena do rezervy. Prodána do šrotu 1931.                                |
| USS H-5 (SS-148)             | Puget Sound Navy Yard | 12. května 1918 | 24. září 1918      | 30. září 1918      | Vyřazena 20. října 1922. Převedena do rezervy. Prodána do šrotu 1933.                                |
| USS H-6 (SS-149)             | Puget Sound Navy Yard | 14. května 1918 | 26. srpna 1918     | 9. září 1918       | Vyřazena 23. října 1922. Převedena do rezervy. Prodána do šrotu 1933.                                |
| USS H-7 (SS-150)             | Puget Sound Navy Yard | 15. května 1918 | 17. října 1918     | 24. října 1918     | Vyřazena 23. října 1922. Převedena do rezervy. Prodána do šrotu 1933.                                |
| USS H-8 (SS-151)             | Puget Sound Navy Yard | 25. května 1918 | 14. listopadu 1918 | 18. listopadu 1918 | Vyřazena 17. listopadu 1922. Převedena do rezervy. Prodána do šrotu 1933.                            |
| USS H-9 (SS-152)             | Puget Sound Navy Yard | 1. června 1918  | 23. listopadu 1918 | 25. listopadu 1918 | Vyřazena 3. listopadu 1922. Převedena do rezervy. Prodána do šrotu 1933.                             |

## Konstrukce

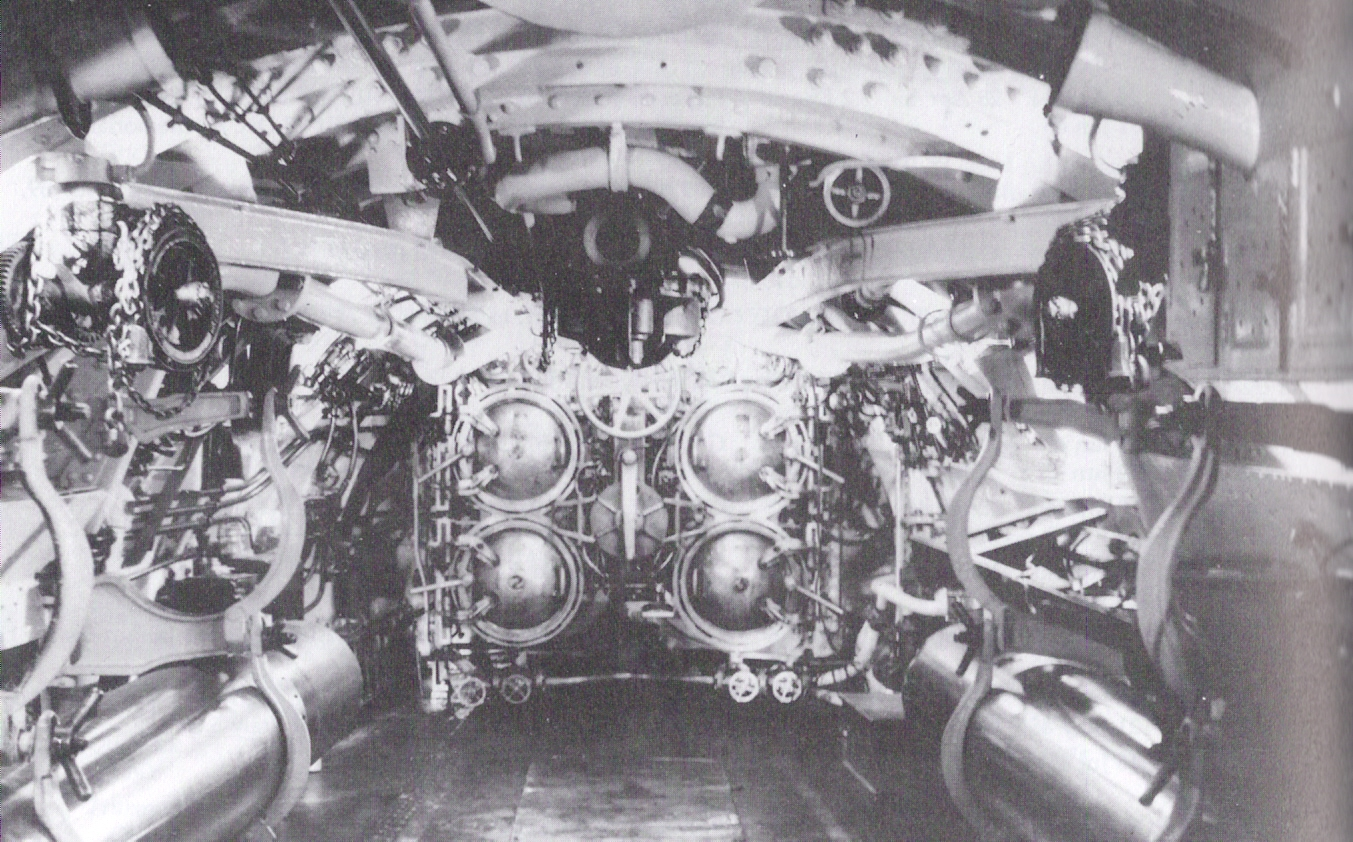
Torpédomety ponorky USS H-5

Ponorka nesly čtyři příďové 457mm torpédomety se zásobou osmi torpéd. Pohonný systém tvořily dva diesely New London Ship and Engine Co. o výkonu 950 hp a dva elektromotory Electro Dynamic Co. o výkonu 600 hp, pohánějící dva lodní šrouby. Nejvyšší rychlost dosahovala čtrnáct uzlů na hladině a 10,5 uzlu pod hladinou. Dosah byl 2300 námořních mil při rychlosti jedenáct uzlů na hladině a sto námořních mil při rychlosti pět uzlů pod hladinou.